# جيمس وونغ (ممثل)
جيمس وونغ (بالصينية: 黃霑) هو كاتب أغاني وكاتب ومخرج وشاعر وممثل صيني، ولد في 16 مارس 1941 في الصين، وتوفي بنفس المكان في 24 نوفمبر 2004 بسبب سرطان الرئة.

## وصلات خارجية
- جيمس وونغ على موقع IMDb (الإنجليزية)
- جيمس وونغ على موقع ألو سيني (الفرنسية)
- جيمس وونغ على موقع ميوزك برينز (الإنجليزية)
- جيمس وونغ على موقع أول موفي (الإنجليزية)
- جيمس وونغ على موقع قاعدة بيانات الأفلام السويدية (السويدية)
- جيمس وونغ على موقع ديسكوغز (الإنجليزية)
- جيمس وونغ على موقع قاعدة بيانات الفيلم (الإنجليزية)
- جيمس وونغ على موقع كينوبويسك (الروسية)
- جيمس وونغ على موقع كينوبويسك (الروسية)